# Anna Ottosson
Anna Helene Ottosson Blixth (Östersund, 18 de mayo de 1976) es una deportista sueca que compitió en esquí alpino.
Participó en tres Juegos Olímpicos de Invierno, entre los años 1998 y 2006, obteniendo una medalla de bronce en Turín 2006, en la prueba de eslalon gigante.
Ganó una medalla de plata en el Campeonato Mundial de Esquí Alpino de 2007, en la prueba de equipo mixto. En la Copa del Mundo consiguió una victoria y seis podios en total.
Estudió Economía en la Mittuniversitetet.

## Palmarés internacional
| Juegos Olímpicos   | Juegos Olímpicos | Juegos Olímpicos  | Juegos Olímpicos |
| Año                | Lugar            | Medalla           | Prueba           |
| ------------------ | ---------------- | ----------------- | ---------------- |
| 2006               | Turín (Italia)   | Medalla de bronce | Eslalon gigante  |
| Campeonato Mundial |                  |                   |                  |
| Año                | Lugar            | Medalla           | Prueba           |
| 2007               | Åre (Suecia)     | Medalla de plata  | Equipo mixto     |